# Têtes Brûlées
Têtes Brûlées ⓘist ein belgisches Filmdrama der Regisseurin Maja Ajmia Yde Zellama. Es feierte bei der Berlinale 2025 seine Weltpremiere und erhielt eine Lobende Erwähnung bei der Auswahl für den Großen Preis der Internationalen Jury für den Besten Film in der Sektion 14plus.

## Inhalt
Eya ist 12 Jahre alt und hat eine innige Beziehung zu ihrem älteren Bruder Younès, mit dessen Freunden sie ihre Freizeit verbringt. Als ihr Bruder plötzlich stirbt, muss Eya alleine mit Trauer und Schmerz zurechtkommen. Dabei helfen ihr ihre Kreativität, Resilienz und die Freunde ihres Bruders.

## Produktion
Der Film wurde in Brüssel gedreht und ist der Debütfilm der Regisseurin Maja Ajmia Yde Zellama. Er feierte seine Premiere am 17. Februar bei der Berlinale 2025 in der Kategorie Generation 14plus und erhielt eine lobende Erwähnung der Internationalen Jury und der Preis der AG Kino-Gilde Cinema 14 Plus.
Die weltweiten Vertriebsrechte wurden von MAD World erworben, die sich auf arabische Inhalte konzentrieren.